# Stockbronn
Stockbronn est un écart de la commune de Bitche en Moselle, situé à proximité du village de Éguelshardt, en direction de Haguenau.